# Établissement rural de Pavlovskoïe (oblast de Vladimir)
L'établissement rural de Pavlovskoïe (en russe : Павловское сельское поселение) est une entité municipale de Russie formée en 2004, du raïon de Souzdal dans l'oblast de Vladimir. Son siège administratif est le village de Pavlovskoïe.

## Géographie
L'établissement rural se situe dans le raïon de Souzdal, un des raïons de l'oblast de Vladimir. Le raïon et la république se trouvent dans le centre-nord de la Russie européenne.

## Politique administration
La municipalité est un établissement rural, qui a été créé en 2004. Elle possède sa propre douma et un chef de l'administration.

## Population
Recensements (*) et estimations de la population,:
| 2010* | 2021* | - | - |
| ----- | ----- | - | - |
| 7 580 | 7 802 | - | - |

## Localités
| Nom                      | Nom russe              | Statut    | Population Recensement 2021 |
| ------------------------ | ---------------------- | --------- | --------------------------- |
| Barskoïe-Gorodichtché    | Барское-Городище       | village   | 286                         |
| Borissovskoïe            | Борисовское            | village   | 576                         |
| Brodnitsy                | Бродницы               | hameau    | 115                         |
| Broutovo                 | Брутово                | village   | 294                         |
| Vassilkovo               | Васильково             | village   | 34                          |
| Voskressenskaïa Slobodka | Воскресенская Слободка | village   | 7                           |
| Vypovo                   | Выпово                 | village   | 68                          |
| Zapolitsy                | Заполицы               | village   | 55                          |
| Kissarovo                | Кисарово               | hameau    | 11                          |
| Mordych                  | Мордыш                 | village   | 496                         |
| Obtchoukhi               | Овчухи                 | village   | 135                         |
| Pavlovskoïe              |                        | village   | 1453                        |
| Pereborovo               | Переборово             | village   | 145                         |
| Poretskoïe               | Порецкое               | village   | 772                         |
| Sadovy                   | Садовый                | possiolok | 2097                        |
| Semionovskoïe-Krasnoïe   | Семёновское-Красное    | village   | 269                         |
| Seslavskoïe              | Сеславское             | village   | 95                          |
| Spasskoïe-Gorodichtche   | Спасское-Городище      | village   | 341                         |
| Soukhodol                | Суходол                | village   | 454                         |
| Tereneïevo               | Теренеево              | village   | 31                          |
| Oulovo                   | Улово                  | village   | 47                          |
| Iakimanskoïe             | Якиманское             | village   | 21                          |
| Novaïa Derevnia          | Новая Деревня          | hameau    | 18                          |
| Novgorodskoïe            | Новгородское           | village   | 35                          |
| Pavlovskoïe              | Новоалександрово       | village   | 1099                        |
| Novokamenskoïe           | Новокаменское          | village   | 113                         |
| Novossiolka              | Новосёлка              | hameau    | 15                          |
| Obrachtchikha            | Обращиха               | village   | 69                          |
| Olikovo                  | Оликово                | village   | 41                          |
| Petrakovo                | Петраково              | village   | 4                           |
| Podberezié               | Подберезье             | village   | 46                          |
| Poustoï Iaroslavl        | Пустой Ярославль       | hameau    | 10                          |
| Skorodoumka              | Скородумка             | hameau    | 6                           |
| Smolino                  | Смолино                | hameau    | 6                           |
| Snovitsy                 | Сновицы                | village   | 3210                        |
| Sodychka                 | Содышка                | possiolok | 686                         |
| Stary Dvor               | Старый Двор            | village   | 668                         |
| Souchtchevo              | Сущёво                 | hameau    | 83                          |
| Teremets                 | Теремец                | hameau    | 12                          |
| Filippouchi              | Филиппуши              | hameau    | 19                          |
| Fomitsino                | Фомицино               | hameau    | 4                           |
| Khotenskoïe              | Хотенское              | village   | 39                          |
| Tsibeïevo                | Цибеево                | village   | 477                         |